# Sant Rafel del Maestrat (ort)
Sant Rafel del Maestrat är en ort i Spanien.   Den ligger i provinsen Província de Castelló och regionen Valencia, i den östra delen av landet, 300 km öster om huvudstaden Madrid. Sant Rafel del Maestrat ligger 242 meter över havet och antalet invånare är 508.
Terrängen runt Sant Rafel del Maestrat är platt söderut, men norrut är den kuperad. Runt Sant Rafel del Maestrat är det ganska tätbefolkat, med 144 invånare per kvadratkilometer. Närmaste större samhälle är Vinaròs, 17,9 km sydost om Sant Rafel del Maestrat. Trakten runt Sant Rafel del Maestrat består till största delen av jordbruksmark.